# Cristina Lage Hansen
Cristina Lage Hansen (født 13. november 1954) er en dansk erhvervskvinde. Hun er gift med arkitekten Poul Ingemann.

## Karriere
Lage er uddannet cand.merc. fra Handelshøjskolen i København i 1980.
Hun har været: 
- Kontorchef i Privatbanken
- Koncerndirektør i ISS
- Økonomichef i Kulturby 96
- Leder af Louisiana
- Administrerende direktør for TV 2/Danmark
- Sekretariatsleder for Det Radikale Venstre.
- I 2004 blev hun administrerende direktør for Nordea Liv & Pension, og 1. januar 2008 samme for Nordea Invest.